# Splošna bolnišnica dr. Franca Derganca Nova Gorica
Splošna bolnišnica »Dr. Franca Derganca« Nova Gorica je najmlajša splošna bolnišnica v Sloveniji, saj je pričela z delom 5. avgusta 1945. Nahaja se nekoliko izven Nove Gorice, v bližnjem mestu Šempeter pri Gorici.
Nastala je ob koncu druge svetovne vojne, ko je regija z dodelitvijo Gorice Italiji izgubila tamkajšnje zdravstvene ustanove. Sprva je bolnišnica delovala v Vipavi, leta 1956 pa je bila preseljena v Šempeter pri Gorici in leta 1974 poimenovana po kirurgu Francu Dergancu.

## Priznanja
Leta 1992 je ustanova prejela častni znak svobode Republike Slovenije z naslednjo utemeljitvijo: »za izjemne zasluge pri obrambi svobode in uveljavljanju suverenosti Republike Slovenije«.

## Zgodovina
Po končani drugi svetovni vojni, ko so se razmere na Primorskem zaradi mednarodnih sporazumov spremenile (ustanovitev cone A in B), se je takim spremembam morala prilagoditi tudi zdravstvena ureditev. Primorska je izgubila svoje naravno in geografsko središce, mesto Gorico, v katerem so ostale tudi najpomembnejše zdravstvene ustanove, predvsem bolnišnica.
Že ob koncu vojne so upravni organi tedanje oblasti in zdravstveni organi IX. korpusa (enote narodno-osvobodilne vojske, ki je delovala na Primorskem) pripravljali načrte o prevzemu zdravstvenih ustanov v Gorici, kar se je po osvoboditvi tudi uresničilo, toda le do ustanovitve cone A na tem območju. Po razdelitvi Primorske na dve coni, pa je postalo poglavitno vprašanje, kje namestiti bolnišnico za potrebe jugoslovanske cone B, kar je pomenilo območje večjega dela Primorske. Tako se je v nuji zgodilo, da so s pomočjo tedanje jugoslovanske armade v zasilno preurejeni stavbi v Vipavi, kjer so prej stanovale družine italijanskih častnikov, uredili bolnišnico, ki je začela z delom že 5.avgusta 1945. leta.
Bolnišnica v Vipavi je imela kirurški in interni oddelek, skupaj 85 bolniških postelj. Kmalu zatem so v zasilno preurejeni stavbi v Ajdovščini odprli še infekcijski oddelek s 30 posteljami. Tako organizirana bolnišnična služba je morala pokrivati vse potrebe prebivalstva takratne cone B.
To je bilo obdobje intenzivnega dela, da bi zdravstveno službo uredili na zadovoljiv način, saj so tedaj po Primorskem ustanavljali še:
- protituberkulozne dispanzerje,
- lekarne,
- reševalne in razkuževalne postaje,
- splošne ambulante in
- materinske posvetovalnice.

V bolnišnici v Vipavi sta sprva delala le dva zdravnika ter večinoma priučeno medicinsko osebje. Poleg zdravljenja bolnikov in ranjencev, so morali zdravniki poučevati laično osebje o osnovnih medicinskih zadevah in o negi bolnikov. Prve korake nove bolnišnice so nenehno spremljali slaba opremljenost z medicinskimi aparati, pomanjkanje zdravil in sanitenega materijala, vendar je požrtvovalno medicinsko osebje z iznajdljivostjo reševalo vse probleme.
Med zdravstvenimi delavci, ki so začeli to pionirsko delo in vložili veliko truda, da je bolnišnica zaživela in delala, je treba omeniti:
- dr. Franca Marušiča iz Solkana, ki je organizacijsko vodil oddelek za zdravstvo pri takratnem Pokrajinskem narodno osvobodilnem odboru v Ajdovščini in je bil eden od ustanoviteljev vipavske bolnišnice,
- prvega ravnatelja kirurga dr. Franca Žvanuta,
- predstojnika kirurškega oddelka prim. dr. Ivana Peršiča ter prim. dr. Avgusta Špacapana,
- predstojnika internega oddelka prim. dr. Marijana Rozmana in še veliko drugih, ki so z napornim delom in znanjem ter predanostjo opravljali svoje delo.

### Preselitev vipavske bolnišnice v novo poslopje
Kljub temu da se je bolniškim objektom v Vipavi in Ajdovščini pridružilo še nekaj manjših bolniških ustanov v Senožečah, Postojni, Valdoltri in Šempetru pri Gorici, katerih zmogljivost je bila omejena, se je vedno bolj kazala potreba po večji bolnišnici, ki bi zapolnila izgubo bolnišnic v Trstu in Gorici in izboljšala zdravstveno službo Primorske. Tako se je že zgodaj pojavila zamisel o novem in večjem zdravstvenem središču Goriške oziroma severne Primorske. Odločitev je padla na Novo Gorico, mesto, ki je začelo rasti ob stari Gorici kot središče jugoslovanskega dela Goriške.
Pravgotovo lahko pripišemo največ zaslug za to idejo in njeno uresničitev ponovno pokojnemu Dr. Francu Marušiču, ki je veliko let skrbno in vztrajno zbiral gradivo, pripravljal analize in nastopal z argumentiranimi zahtevami, kako nujno je, da Primorska dobi novo in večjo bolnišnico. S svojimi somišljeniki je utemeljeval to nujnost, saj je celotna Primorska ostala brez bolniških institucij, ki so ostale na drugi strani meje. Dežela je bila prizadeta, zdravstveno stanje prebivalstva izredno slabo, vojne posledice so še vrsto let negativno vplivale na zdravstveno stanje prebivalstva. Nenehna rast števila bolnikov v vipavski bolnišnici je še bolj razkrivala nevzdržnost razmer, v katerih je bolnišnica delovala.
Dne 29. septembra 1956 je Okrajni ljudski odbor Gorica sprejel odločitev, da se ustanovi Splošna bolnišnica Gorica v Šempetru pri Gorici, kar je pomenilo, da se izvrši delna premestitev že obstojece bolnišnice v Vipavi v novo poslopje v Šempetru pri Gorici.
V ta namen so poslopje, ki je bilo namenjeno za časa Italije sirotam padlih italijanskih letalcev preuredili in nadzidali za eno nadstropje.
Splošna bolnišnica v Šempetru pri Gorici je tako imela naslednje oddelke:
- oddelek za kirurgijo, ki se je 16. decembra 1956 preselil iz Vipave v Šempeter in dobil 95 postelj,
- oddelek za otorinolaringologijo, imel je sprva 40, nato 53 bolniških postelj,
- oddelek za pediatrijo s 65 posteljami,
- oddelek za ginekologijo s 26 posteljami,
- interni oddelek z začasnim sedežem v Vipavi z 80 posteljami, oddelek se je 15. aprila 1964 preselil v preurejeno stavbo bivše občinske uprave v Šempetru pri Gorici,
- infekcijski oddelek z začasnim sedežem v Ajdovšcini s 33 bolniškimi posteljami.

Ob ustanovitvi bolnišnice je bilo že določeno, da ima ta naslednje skupne medicinske službe:
- rentgenološki odsek,
- biokemični laboratorij in
- lekarno z drugimi pomožnimi dejavnostmi.

Lokacijske rešitve so bile začasne in so zavirale v naslednjih letih uspešen organizacijski in strokovni razvoj bolnišnice.
V.d. direktorja je bil v letu 2021 Ernest Gortan, ki je sicer uspešno vodil bolnišnico. Ta je sicer že bil v postopku zapuščanja delovnega mesta, saj je konec maja odstopil od kandidature le dve uri pred imenovanjem, vendar so mu v začetku junija 2021 mandat podaljšali. Razpis za novega direktorja bi po mnenju ministra za zdravje, Janeza Poklukarja, morali razpisati čim prej, vendar se je predsedstvo zavoda odločilo za prvotni datum razpisa, ta naj bi bil konec avgust ali septembra. Na razpis se je prijavil Dimitrij Klančar, vendar so se ob razpisu pojavili pomisleki o njegovi ustreznosti. 18. novembra je slovenska vlada Dimitrija Klančarja potrdila za direktorja.